# Piloty's zuur
Piloty's zuur is een vaste witte organische stof met de formule {\displaystyle {\ce {C6H5SO2N(H)OH}}}. Het is een benzeensulfonylderivaat van hydroxylamine. Het is een van de voornaamste bronnen om nitroxyl te genereren. Nitroxyl speelt een rol in een aantal chemische en biochemische processen.